# Kwakhe Thwala
Kwakhe Thwala (ur. 4 kwietnia 2002) – suazyjski piłkarz grający na pozycji obrońcy. Jest wychowankiem klubu Young Buffaloes FC.

## Kariera klubowa
Swoją karierę piłkarską Thwala rozpoczął w klubie Young Buffaloes FC. W 2021 roku zadebiutował w jego barwach w suazyjskiej pierwszej lidze. W sezonie 2022/2023 wywalczył z nim wicemistrzostwo Eswatini.

## Kariera reprezentacyjna
W reprezentacji Eswatini Thwala zadebiutował 23 marca 2022 w wygranym 3:0 meczu kwalifikacji do Pucharu Narodów Afryki 2023 z Somalią.